# Lac de Remoray
Le lac de Remoray, connu anciennement sous le nom de lac Savoureux, est un lac naturel situé dans le département français du Doubs, en région Bourgogne-Franche-Comté. Il se situe juste en amont du lac de Saint-Point et à une vingtaine de kilomètres au sud-ouest de la ville de Pontarlier.

## Situation
Le lac de Remoray est situé sur le territoire des communes de Remoray-Boujeons et de Labergement-Sainte-Marie. C'est un lac d'altitude (850 m) en plein cœur des hautes-chaînes du massif du Jura. Il occupe un site de 95 hectares.

## Géologie
Le lac occupe le fond d'une cuvette d'origine glaciaire qui appartient au système synclinal crétacé Remoray - Saint-Point. Autrefois relié au lac de Saint-Point, il en a été séparé à la fin de la dernière époque glaciaire par un cône alluvial créé par le Doubs au débouché des gorges du Fourpéret.
Le lac est alimenté par divers ruisseaux dont la Drésine et le Lhaut. Son émissaire, nommé la Taverne, rejoint le Doubs en aval du lac.

## Histoire
Le lac était privé jusqu'à la fin des années 1970. Lors de sa mise en vente et afin de ne couper court à la spéculation immobilière, les communes et le SIVOM l'achètent en 1980, simultanément à sa mise en réserve nationale.

## Classement, label
En 1943, le lac est institué en site inscrit. 
Une réserve naturelle nationale couvrant le lac et ses abords a été créée le 24 avril 1980. Sa superficie totale est de 426,69 hectares.
Le lac fait partie du site Ramsar « Tourbières et lacs de la montagne Jurassienne » depuis février 2021.

## Faune et flore
On recense 227 espèces d'oiseaux (dont 9 protégées au niveau européen), 48 espèces de papillons et 40 espèces de libellules. La flore est typique des zones de marais.

## Intérêt touristique et pédagogique
La base de loisirs de Labergement-Sainte-Marie permet l'accès au lac pour la baignade. Tout autre accès au lac est interdit par la règlementation de la réserve naturelle. Des barques de pêche sont à louer à proximité. Aucune autre embarcation n'est autorisée sur le lac.
Aménagée en 1986 dans une usine désaffectée, une Maison lui est dédiée : La Maison de la Réserve, qui comporte 6 salles d'exposition ludiques et interactives, destinées à faire connaître les richesses du patrimoine naturel de la Réserve et des montagnes du Jura. Faune et flore sont mises en valeur à travers des expositions, des soirées nature et des balades naturalistes.